# DREAMSPHERE GRAND CROSS
『DREAMSPHERE GRAND CROSS』（ドリームスフィア・グランド・クロス）は、2013年12月18日に稼働を開始したコナミアミューズメント（2016年10月まではコナミデジタルエンタテインメント）のメダルゲームである。GRAND CROSS シリーズ4作目。

## 概要
本作はGRAND CROSS CHRONICLEのツアーを1 - 2か所（ステーション数は4つまたは8つ）交換して導入する形式となっている。どのツアーが改造されるかは店舗によって異なる。店舗によってはさらに、別のツアーがGRAND CROSS PREMIUMのプラネットに改造されている場合もある。また、今作からは一つのサテライトにクロニクルのツアーとプレミアムのプラネットを混合させることができるようになった(ただし、ドリームスフィアを導入していなくても、アップデートでPREMIUMとCHRONICLEのサテライトを混合することができるので必ずドリームスフィアが必要というわけではない)。
ドリームスフィアのフィールドは2つの縦棒により3つの区画に分けられていて、前作のグランドクロスとはフィールドの仕様が異なる。
コナミのネットワークサービス e-AMUSEMENTに対応しており、ジャックポットなどの獲得枚数ランキングが集計されている他、オンラインでのバージョンアップが行われている。
今作から、PASERIを使ったアイテムの購入ができるようになった。
前作に引き続きe-AMUSEMENT PASSにも対応し、ジャックポットやプレミアムモードの獲得履歴といった各種データの閲覧や音量調整などが各ステーションで可能。また、e-AMUSEMENT PASSに登録した電子マネー対応携帯電話（おサイフケータイ）も使用できる。2018年10月25日より、セガ・インタラクティブの「Aime」（Amusement IC対応カードのみ）並びにバンダイナムコアミューズメントのバナパスポート（Amusement IC対応カードのみ）にも対応するようになった。
今作の題材は『不思議の国のアリス』で、これをモチーフにしたキャラクターが登場する。

## 商品構成

### 型番
GENPU-JA…クロニクル仕様
GENPU-JB…プレミアム仕様
GENPU-JC…コンバージョン対応キット
GENPU-JF…オプション・セイルユニット　　　筐体天井に取り付ける帆とサテライトに取り付ける装飾の帆

### 部材・付属品
メンテナンス用鍵　　　　　　　　　　　 　　　　　　　 数量5　　　　　　　　　　　　　　　　　　　　　　　　　　　　　　　　　　　　　　　　　　　　　　
コインボックス用鍵　　　　　　　　　　  　　　　　　　数量4　　　　　　　　　　　　　　　　　　　　　　　　　　　　　　　　　　　　　　　　　　　　　　　　　　　
フロントエッジ(6S、または 7S)　　　　   　　　　　　　数量8　　　　　　　　　　　　　　　　　　　　　　　　　　　　　　　　　　　　　　　　　　
フロントエッジ(6L、または 7L)　　　      　　　　　　　 数量8                    　　　　　　　　　　　　　　　　　　　　　　　　　　　　　　　　　　　
グランドクロスプレミアム用センタープレート(二種)　　　数量各1　　　　　　　　　　　　　　　　　　　　　　　　　　　　　　　　　　
グランドクロスプレミアム用サテライト盤面　　　　　　　数量1　　　　　　　　　　　　　　　　　　　　　　　　　　　　　　　　　　　
取扱説明書　　　　　　　　　　　　　　　　　　　　　　数量1                　　　　　　　　　　　　　　　　　　　　　　　　　　　　
部品図(CD)　　　　　　　　　　　　　　　　　　　　　  数量1
トラブルの対処について　　　　　　　　　　　　　　　　数量1
グランドクロス クロニクル ⇔ プレミアム部材交換手順書　数量1
保証書　　　　　　　　　　　　　　　　　　　　　　　　数量1　　　　　　　　　　　　　　　　　　　　　　　　　　　　　　　　　　　　　　　　　　　　　　　　　　　　　　　
マイクロソフト ソフトウェア ライセンス条項のご案内　　 数量4
プロジェクター用リモコン　　　　　　　　　　　　　　　数量1　　　　　　　　　　　　　　　　　　　　　　　　　　　　　　　　　　　　　　　　　　　　　　　

## ゲームの流れ
レバーで投入位置を調節し、プッシャーフィールドにメダルを投入する。今作からはVenusFountainと同様にクレジットを機械に貯留することもでき、レバーの近辺にあるリールを回すことでメダルを投入できる。メダルの払出口や100円転送ボタンなどもVenusFountainと同様に投入口と共通になっている。
チャッカーにメダルが入るとスロットが回転する。最大10回転まで保留可能で、ステーション画面左にストックが表示される。
ストックが一杯になった状態からさらにチャッカーにメダルが入ると、スロットでのメダル当選枚数がアップする（30枚→50枚→70枚→90枚→100枚）。
ただし、チャッカーに入ったメダルは他の多くのプッシャーゲームとは異なり内部に回収されるので、それを考慮にいれる必要がある。

### スロットの当選役
222 / 444 / 666 / 888メダル払い出し（30 - 100枚）
111 / 333 / 555 / 999メダル払い出し（30 - 100枚）、20回転限定の確率変動に突入。専用のスロットに切り替わる。
777「777ボール」が払い出され、落とすとその時点でボールに表示されている枚数がダイレクトで支払われる。初期の配当は内部で抽選され決定される(大抵777か1111、稀にそれ以上で最大は9999の模様)。ただし時間が経過するごとに枚数が減少していき（パズルゲーム中やJPチャンス中など状況に応じて止まることがある。）、最終的には10枚となる。なお、進化シンボルが止まった際にこのボールが指定されると枚数が上昇する。
BALL黄・青・赤の3種類の図柄があり、揃った色に対応するボールが払い出される。すでにフィールドにボールが6つある場合は、どれか1つのボールが落ちてから払い出される。本作のボールのカラーリング仕様は白いボールにプロジェクションマッピングの映像を当てたカラー映写システムとなっている。
SPBALL（確変のみ）スペシャルボールが払い出される。
BALL進化フィールド上のボールのうちどれか1つが進化する。また、確変（PREMIUM確変含む）中のみ限定要素として、揃わなくても有効ライン上に出現したこのシンボル一つにつき、確変中のみ出現する「ボーナスゲージ」が上昇し、最大（シンボル30個分）まで溜まると「ALL進化ボーナス」として、フィールド上のボール全てが一段階進化する。
MEDAL（確変のみ）メダルのダイレクト払い出し（30 - 100枚）
ゲームUPシンボル（確変のみ）確変の残りゲーム数が(5回・10回)増加する。
なお、クロニクルまであったSSS(ダイレクトサテライトチャレンジ)は廃止になった。（GOLDで復活）

### ボールについて
ボールは黄・青・赤の3種類がある。スロットで「BALL進化」を揃えたり、PREMIUM含む確変中は揃わなくても「BALL進化」シンボルを出現させることで確変中のみ出現するボーナスゲージを溜めて最大にして「ALL進化ボーナス」を得たりすることなどで、フィールド上にある各ボールはそれぞれ「進化」していく。落下させると、その時点でボールに表示されていた配当や特典が受けられるが、当然ながら進化はそこで終わってしまう。プレイヤーには敢えてボールを進めないで落とさずに進化させてから落とす戦法を取るなど、臨機応変に戦略を考えてプレイすることが求められる。
以下には進化した際に変わる配当や特典を記す。
- 黄：全てプレイヤーのクレジットへのダイレクトWINで、枚数が以下のように進化。

10→20→30→50→100→赤ボール（サテライトチャレンジ）に変化し同時にその場でダイレクト100WIN
- 青：パズルゲーム3球→4球→5球→6球→7球
- 赤：サテライトチャレンジ→GRAND JACKPOTチャンス→スペシャルサテライトチャレンジ→SUPER JACKPOTチャンス→以降は進化が施される毎に、ボールはそのままで、その場でサテライトチャレンジ

赤のボールのみ進化アクションを3回経なければ次の段階に進化しない。
また、ボールが払いだされた時点でボーナスとして進化が施されている場合があり、最大2段階まで施される(例:黄ボールが払いだされた時点で10WINではなく20WINや30WINになっている、赤ボールが払いだされた時点で「進化まであと2(あと1)」になっている等)。
また、スペシャルボールは以下の5種類がある。
シャッフル
スペシャルボールを除いたフィールド上にあるすべてのボール位置が入れ替わる。
曜日ごとにボールの絵が変わるが効果はどれも同じである（日曜：太陽、月曜：月、火曜：火星、水曜：地球、木曜：木星、金曜：金星、土曜：土星）。
ボールスロット
各ラインに黄色のボールが揃った時点で、ボールがスロットに変化し、スロットで停止した数字のメダルがダイレクトで支払われる。
例として左が「5」、真ん中が「7」、右が「3」となった場合。左を百の位、真ん中を十の位、右を一の位とする。すなわちこの場合だと「573」枚分のメダルがダイレクトで支払われることになる。なおボールスロットの効果は、ボールスロットのボールを落とすまで継続する。
縦ライン進化
このボールと同じ区画（縦）にあるボールがすべて1段階進化する。
横ライン進化
このボールの横のラインに位置するすべてのボールが1段階進化する。
MAX進化
フィールド上にあるボールが1個MAXまで進化する。
発動条件に黄色ボールが関わっている「ボールスロット」を除き、スペシャルボールは払い出された時に効果が発動されるほか、スロットで「BALL進化」を揃えた際にフィールド上のスペシャルボールが選ばれた時もそのスペシャルボールの効果が発動される。ただし、PREMIUM確変を含む確変中に「BALL進化」シンボルを出現させてボーナスゲージを最大まで溜めた際に得られる「ALL進化ボーナス」は対象外。

### 確変モード
確変モードでは横3ラインのスロットに切り替わり、図柄は「BALL」「BALL進化」「MEDAL」「SPBALL」「ゲームUPシンボル」の5種類のみとなる。確変中は通常時に比べて「BALL進化」が出現、揃いやすくその分ボーナスゲージも溜まりやすい為、ボールを進化させやすいのが特徴。
GRAND CROSS CHRONICLEまであった「チャンスウィング」はなくなったため、確変になってもチェッカーの入りやすさは変わらない。
回数に制限があり、初めは残り20回転の状態からスタートするが、「ゲームUPシンボル」が揃うと残り回数が5回または10回増える。
さらに、ボールを進化させやすくするためのホールドバーが両端の区画で作動し、これが作動している間はボールがメダルの流れにより落ちることを防ぐことができる。確変モード突入後に必ず強制的に作動するが、その後ボタンを押すことで停止させることも可能。これにより、確変中はプレイヤーが任意で進化させたり現段階の特典を得る為に落下させたりといった戦法を使い分けることができる（ただしホールドバーが存在するのは左右の区画のみで、中央にはバーが存在せず対象外となっているため注意）。
また、後述する各種JACKPOTチャンスでプレミアムチャンスに入賞し、「PREMIUM確変」が選ばれると、回数が無制限になる代わりに終了条件がこの時限定の「END」シンボルが揃った場合のみとなるプレミアム確変モードへと突入する（ゲーム回数関連以外のルールは通常の確変モードと同様）。

### パズルゲーム
フィールドから青ボールを落とすか、100円を投入することで、パズルゲームに突入する。
※100円を投入後、パズルゲームかメダル貸出のいずれかを選ぶことができる。
5×7のマスに敷き詰められた5種類のキャンディを獲得していくゲーム。
ロッテリーの抽選器で5色のうちの1色が選ばれると、マスの中にある同色のキャンディが獲得される。
消した空白はただちに上からキャンディが下って埋められるが、このとき同色のキャンディが4個以上くっつくとそのキャンディも獲得となる。これにより連鎖が起こることもある。
ちなみに抽選されたボールと、マスの中にある同色のキャンディが1個もない場合は再抽選となる。その色以外が抽選されるまでは抽選回数を消費することはない。
なおそれぞれの色によってボーナスを得られるが、キャンディを獲得すべき規定数が決まっているので、球数が少ないとボーナスが得られないこともある。
パズルゲームの抽選機構の名称はロッテリーユニット。

## SATELLITE CHALLENGE
フィールドからサテライトチャレンジボールが落ちるか、パズルゲームでダイレクトサテライトチャレンジが当選すると、ステーション前方にあるサテライトで抽選が行われる、サテライトチャレンジに突入する。
今作では「1」-「8」の数字が各1つずつと「JP CHANCE」1つ、「NEXT」ポケット1つの、計10個の穴のサテライトとなっており、「JP CHANCE」に入る確率は再び1/10に戻された。「NEXT」ポケットに入るとスペシャルサテライトチャレンジに移行する。
赤のカードと青のカードがあり、赤のカードは（スペシャル）サテライトチャレンジまで進化されている赤ボールをフィールド上から落として突入した場合、青のカードはパズルゲームからサテライトチャレンジに入って突入した場合にそれぞれ使用される。
今作ではデルタビンゴカードと呼ばれる、六芒星状のカードが採用され、三角形（デルタ）が揃うとその大きさ・個数に応じて以下の配当が得られる。
- 1辺2の正三角形（デルタ4つ）：1つにつき100枚
- 1辺3の正三角形（デルタ9つ）：1000枚
- 六芒星（全てのデルタを埋めた場合）：3000枚

サテライトチャレンジで番号が重複した場合は1辺2の正三角形（デルタ4つ）のオッズのみ20上昇し、最大で500まで上昇させることが出来る。
なお、デルタを完成できなかった場合は30枚払い出す。

### SPECIAL SATELLITE CHALLENGE
フィールドから「スペシャルサテライトチャレンジ」に進化されている赤ボールを落とすか、サテライトチャレンジで「NEXT」ポケットに入ると、スペシャルサテライトチャレンジとなる。「1・5」「2・6」「3・7」「4・8」「SUPER JP CHANCE」の5つのポケットで構成される内周にボールが投入される。デルタを完成できなかった場合は60枚払い出す。
最高配当は8000枚(小デルタ500×6 + 大デルタ1000×2 + パーフェクトデルタ3000)
また、六芒星状のカードの内側に同一のナンバーが対角に配置された場合、そのナンバー以外が先に全て埋まるとパーフェクトデルタ当選が確定する。

## GRAND JACKPOT CHANCE
サテライトチャレンジで「JP CHANCE」にボールが入るか、フィールド上から「GRAND JACKPOTチャンス」まで進化されている赤ボールが落ちた場合に突入する。筐体中央の抽選機構で大きなボールが発射され、ボールの入賞したポケットによって様々なボーナスが得られる。GOLD JACKPOT、SILVER JACKPOTとBIGビンゴチャンスはGRAND CROSS CHRONICLEなど他のステーションと共通となっている。
- GOLD JACKPOT - センター画面に表示されたゴールドジャックポットの枚数分のメダルを獲得する。この枚数は、各プレイヤーのグランドジャックポットチャンス終了の度に25枚加算される(GOLD JP獲得時を除く)。初期貯留1000~5000枚、最大貯留4000~9999枚(大抵の店では5000か9999に設定されている)。確率1/20。
- SILVER JACKPOT - センター画面に表示されたシルバージャックポットの枚数分のメダルを獲得する。この枚数は、各ステーションのメダルの投入によって増加する（1枚の投入につき0.03枚分増加）。初期貯留500~5000枚（標準設定1000枚）、最大貯留4000~9999枚(大抵の店では5000か9999に設定されている)。確率1/20。
- CHANCE - プレミアムチャンス。確率3/20。
- BINGO - BIGビンゴチャンス。確率3/20。
- 100 - メダル100枚払い出し。確率3/5。

今作では、JACKPOT獲得時の払い出し方法がセンターユニットによる払い出しとステーションからの払い出しを併用するようになっているが、センターユニットからの払い出しは原則1000枚までで、基本的にはステーションからの払い出しがメインとなる。
なおGRAND CROSS PREMIUMのプラネット側がGRAND JACKPOT CHANCEを行うとき、「BINGO」ポケットはすべて「CHANCE」ポケット扱いとなる。

### プレミアムチャンス
GRAND JACKPOT CHANCEでボールが「CHANCE」に入賞すると、プレミアムチャンスとなる。センター画面で抽選が行われ、それに応じたボーナスが獲得できる。
- 100 - メダル100枚払い出し。
- 200 - メダル200枚払い出し。
- 300 - メダル300枚払い出し。
- DIRECT100 - メダル100枚のダイレクト払い出し。
- DIRECT200 - メダル200枚のダイレクト払い出し。
- DIRECT300 - メダル300枚のダイレクト払い出し。
- SP BALL - スペシャルボールの払い出し。
- PREMIUM 確変 - プレミアム確変モードに突入する（過去作のプレミアムモードに相当）。通常の確変と異なり回数制限がなく、「END」が揃うまで継続する（GAME UPシンボルがなくなり代わりにENDに変更）。ゲーム回数関連以外のルールは通常の確変モードと同様。SUPER JACKPOT CHANCE時には「SUPER PREMIUM 確変」となる(継続率が高い？)。

### BIGビンゴチャンス
GRAND JACKPOT CHANCEでボールが「BINGO」に入賞すると、BIGビンゴチャンスとなる。
BIGビンゴチャンスでは、GRAND CROSS CHRONICLEと同様に、抽選機のポケットが1 - 20の番号に変わり、再び抽選ボールが発射される。入ったポケットの番号によってビンゴカードの数字が埋まる。
なおこのビンゴカードはGRAND CROSS CHRONICLEと共有する。
配当は以下の通り。払い出しは、3ラインビンゴのみジャックポットのときと同様に行われ払い出しBGMは賢者の行進、それ以外は各ステーションの払い出し口から行われる。
- NO BINGO（USEDナンバー〈重複番号〉）…100WIN
- NO BINGO（NEWナンバー）…200WIN
- 1ラインビンゴ…500WIN
- 2ラインビンゴ…1500WIN
- 3ラインビンゴ…5000WIN

## SUPER JACKPOT CHANCE
スペシャルサテライトチャレンジで「SUPER JP CHANCE」にボールが入るか、フィールド上から「SUPER JACKPOTチャンス」まで進化されている赤ボールが落ちた場合に突入する。その際に「GOLD JACKPOT」と「SILVER JACKPOT」のポケットが「SUPER JACKPOT」ポケット扱いになり、抽選中のセンター画面の演出も変更される。この枚数は、各ステーションのメダルの投入によって増加する（1枚の投入につき0.01枚分増加）。初期貯留2000~5000枚、最大貯留9999枚。
なお、各種JACKPOTを獲得した際は、メダル払い出し中は確変モードと同様にホールドバーが常時作動したままになる。